# Grasárdalshnúkur
Grasárdalshnúkur är en bergstopp i republiken Island. Den ligger i regionen Norðurland vestra, 210 km nordost om huvudstaden Reykjavík. Toppen på Grasárdalshnúkur är 1 264 meter över havet.
Trakten runt Grasárdalshnúkur är nära nog obefolkad, med mindre än två invånare per kvadratkilometer. Närmaste större samhälle är Varmahlíð, omkring 17 kilometer sydväst om Grasárdalshnúkur. Trakten runt Grasárdalshnúkur består i huvudsak av gräsmarker.